# Better Noise Music
La Better Noise Music è un'etichetta discografica statunitense, nata dalla riorganizzazione della Eleven Seven Label Group, che includeva Eleven Seven, Five Seven e Better Noise Records.

## Storia
L'azienda è stata fondata nel gennaio 2006 dal CEO della 10th Street Entertainment Allen Kovac. Ha ricevuto il riconoscimento come "Etichetta rock dell'anno" per due volte, nel 2008 da parte della rivista Friday Morning Quarterback e nel 2010 dalla rivista Billboard.
Il primo gruppo a firmare un contratto discografico con l'etichetta sono stati i Charm City Devils, nel 2009.
Nell'aprile 2009 viene fondata la Five Seven Music, un'azienda sussidiaria, destinata alla pubblicazione di gruppi alternative metal.
Nell'ottobre 2019 la Eleven Seven Label Group subisce un rebranding, cambiando nome in Better Noise Music.